# جورج إرفينغ
جورج إرفينغ (بالإنجليزية: George Irving)‏ هو مخرج وممثل أمريكي، ولد في 5 أكتوبر 1874 بنيويورك في الولايات المتحدة، وتوفي في 11 سبتمبر 1961 بهوليوود في الولايات المتحدة بسبب نوبة قلبية.

## أعمال

### أفلام
- (1927) أجنحة
- (1929) المتدللة
- (1930) المطلقة
- (1933) شارع 42
- (1934) ميلودراما مانهاتن
- (1934) هنا تأتي البحرية
- (1934) يعيش فيلا
- (1935) خطر
- (1936) رقم خاص
- (1941) الرقيب يورك

## وصلات خارجية
- جورج إرفينغ على موقع IMDb (الإنجليزية)
- جورج إرفينغ على موقع ألو سيني (الفرنسية)
- جورج إرفينغ على موقع قاعدة بيانات برودواي على الإنترنت (الإنجليزية)
- جورج إرفينغ على موقع قاعدة بيانات الأفلام السويدية (السويدية)
- جورج إرفينغ على موقع قاعدة بيانات الفيلم (الإنجليزية)
- جورج إرفينغ على موقع كينوبويسك (الروسية)